# 葉菊妹
葉菊妹（1944年6月12日—）是臺灣女子田徑運動員，桃園新屋人，主攻200公尺、80公尺跨欄項目。她進入臺灣省立體育專科學校（現國立臺灣體育運動大學）就讀後，屢次得到短跑項目及全能項目冠軍，並代表國家參加1964年夏季奧林匹克運動會、1966年亞洲運動會、1968年夏季奧林匹克運動會等賽事，曾獲得1966年亞洲運動會田徑女子4×100公尺接力和五項全能銀牌。從賽場退役後，移民巴西定居。